# Helocombus bifidus
Helocombus bifidus är en skalbaggsart som först beskrevs av Leconte 1855.  Helocombus bifidus ingår i släktet Helocombus och familjen palpbaggar. Inga underarter finns listade i Catalogue of Life.